# والتر هاندشوماخر
والتر هاندشوماخر (بالألمانية: Walter Handschuhmacher)‏ (20 مارس 1904 – 30 أبريل 1987) هو سبّاح ألماني راحل، مثّل بلاده في الألعاب الأولمبية الصيفية 1928.

## روابط خارجية
والتر هاندشوماخر على موقع الاتحاد الدولي للسباحة (الإنجليزية)
- والتر هاندشوماخر على موقع أوليمبيديا (الإنجليزية)